# Від заходу до світанку 2: Криваві гроші Техасу
Від заходу до світанку 2: Криваві гроші Техасу (англ. From Dusk Till Dawn 2: Texas Blood Money) — американський фільм жахів режисера Скотта Шпігеля. Мідквел фільму Від заходу до світанку.

## Сюжет
П'ятеро крутих хлопців вирішують пограбувати банк у Мексиці. Вони ще не зрушилися з місця, а поліція вже сиділа на хвості, розшукуючи втікача з-під варти, їхнього спільника Лютера. З ним Бак призначив зустріч в дорозі. Все ледь не зірвалося, коли вночі на дорозі у Лютера ламається машина…

## У ролях
| Актор                | Роль             |
| -------------------- | ---------------- |
| Роберт Патрік        | Бак              |
| Бо Гопкінс           | шериф Лоусон     |
| Дуан Вайтакер        | Лютер            |
| Мьюз Вотсон          | Сі Дабалю        |
| Бретт Гаррельсон     | Рей Боб          |
| Реймонд Крус         | Хісус            |
| Денні Трехо          | Бритва Едді      |
| Джеймс Паркс         | заступник МакГрю |
| Стейсі Буржуа        | Марсі            |
| Марія Чека           | Лупе             |
| Тіффані-Амбер Тіссен | Пем              |
| Брюс Кемпбелл        | Баррі            |
| Террі Нортон         | Тері Гарпер      |
| Лара Бай             | клерк у мотелі   |

| Актор               | Роль                            |
| ------------------- | ------------------------------- |
| Джо Вірзі           | Віктор                          |
| Кевін Сміт          | Карлос                          |
| Скотт Шпігель       | порнорежисер                    |
| Трой Нейманс        | порноактор                      |
| Ліана Койлер        | порноакторка                    |
| Скотт Роджерс       | обслуга                         |
| Джеймс Райан        | начальник мексиканської поліції |
| Шон Арнольд         | охоронець банку                 |
| Ленон Прайгг        | спецназівець 1                  |
| Едді Фіола          | спецназівець 2                  |
| Тімоті Патрік Куілл | офіцер Тарцісіо                 |
| Джоель Джордан      | Сел                             |
| Йойо                | спецназівець 3                  |
| Таня Кляйн          | поліцейська                     |